# Lubok

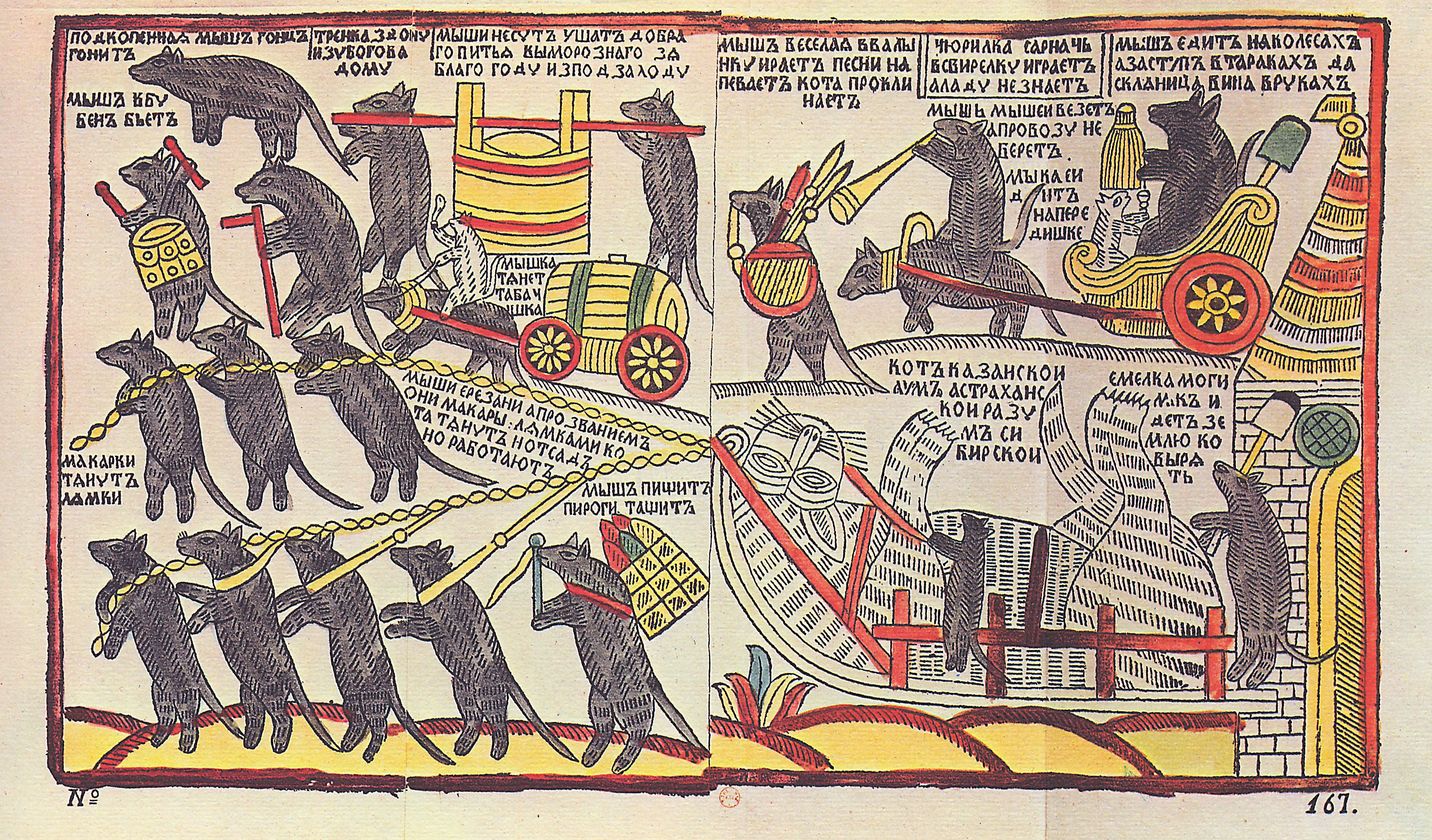
Mössen begraver katten, ett luboktryck från 1760-talet. Denna berättelse har bland annat tolkats som en satir över Peter den stores begravning. Texten över katten lyder: "Katten från Kazan, Astrakhans hjärna, Sibiriens visdom", vilket parodierar olika tsarers titlar.

Lubok (plural lubki, ryska: лубо́к, лубо́чная картинка) är ett billigt ryskt ettbladstryck som såldes till allmogen och karaktäriseras av enkel grafik, naivistiska motiv och tydliga berättelser. De har ofta en satirisk, informativ, patriotisk eller socialkritisk karaktär och berättelserna hämtades bland annat från litteraturen, bibeln eller folksagor. De producerades främst från mitten av 1700-talet till början av 1900-talet av anonyma konstnärer och var vanligtvis handkolorerade. Utöver bilderna var luboktrycken oftast försedda med korta berättelser som förklarar illustrationen. Den reducerade texten och den tydliga formen är karaktäristiska för luboktrycken.
Lubki, som på många sätt påminner om Skandinaviens kistebrev användes ofta för att dekorera hemmens väggar, värdshus och liknande. De tidiga är träsnitt; senare kom kopparstick och etsningar, och kring mitten av 1800-talet litografier. Vissa luboktryck skulle läsas lite på samma sätt som en serie, varför vissa menar att lubok är en föregångare till moderna tecknade serier. Andra luboktryck gavs ut i serier vilket resulterade i billiga och enkla bilderböcker som kom att kallas för luboklitteratur eller lubokböcker, (ryska: лубочная литература). 
Det ryska ordet lubok härstammar från lub (ryska: луб), som betyder bast vilket ingick i den typ av papper som luboktryck ofta trycktes på. Både enstaka tryck och hela böcker kallas vanligtvis bara för lubki.

## Historia
Ryska luboktryck blev populära under andra halvan av 1600-talet. Influenserna hämtades inledningsvis från ettbladstryck från Tyskland, Italien och Frankrike. Att de blev så populära berodde mycket på att de var billiga och förhållandevis enkla av skapa och dublicera med hjälp av den nya tekniken. Luboktryck såldes ofta på marknader till arbetarklassen och medelklassen som uppskattade dem som ett sätt att dekorera hemmen.
Från början var lubki träsnittstryck. Vasilij Korens (ryska: Василий Корень) illustrerade bibel från 1692-1696 etablerade en inflytelserik stil, med sin ryska folkliga version av religiös ikonografi ofta inspirerad av fresker från övre Volgaområdet. Vid mitten av 1700-talet ersattes träsnittet av gravyr- och etsningstekniker, vilket möjliggjorde mer detaljerade motiv. Luboktryck var ofta handkolorerade, ofta med utspädd tempera. Så även om själva trycket var enkelt så blev det kolorerade slutresultatet ofta färggrant. De mer dramatiska färgerna som förekommer i de tidigare träsnitten mattas något i de senare gravyrerna.
Utöver bilder fanns det oftast en kort berättelse eller information som refererade till bilden. Alexander Boguslawski, professor i ryska vid Rollins College, menar att den distinkta lubokstilen är "en kombination av ryskt ikonmåleri och illuminerade handskrifter med idéer och ämnen hämtade från västerländska europeiska träsnitt". Oftast tar texten upp en mycket liten del, som ett komplement till den större illustrationen som täcker majoriteten av luboktrycket.

Lubok
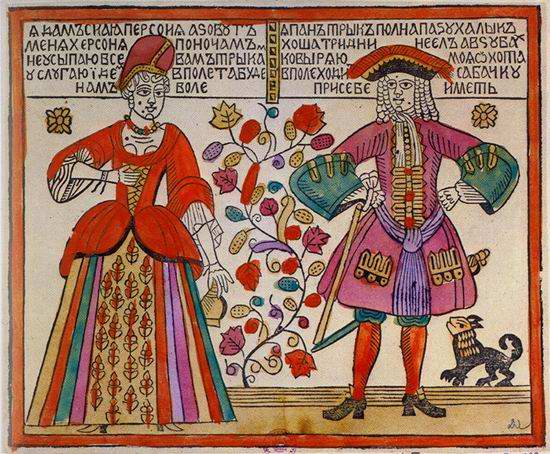
Narren och hans fru. Denna 1700-talslubok är en version av ett tyskt tryck.
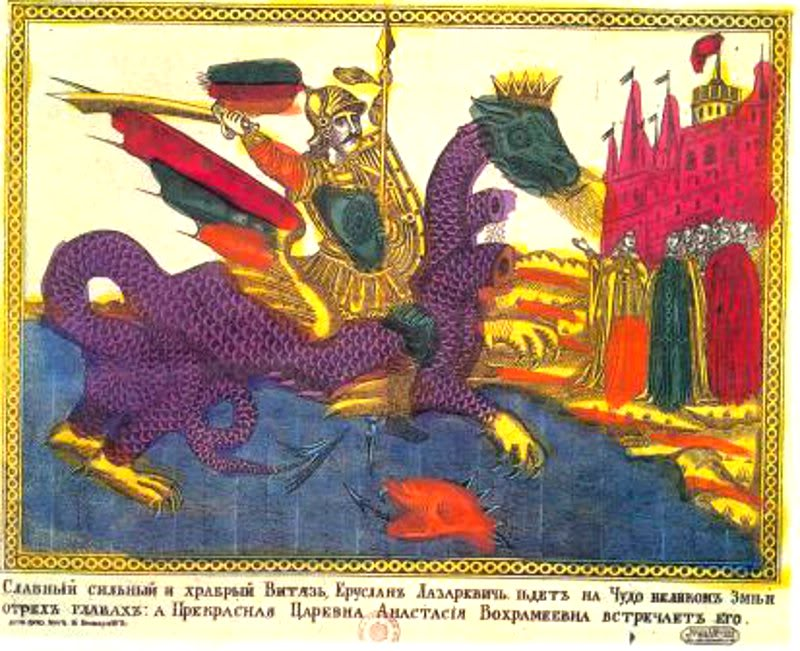
Den tappre riddar Lazarevich räddar prinsessan Anastasia, (1700-tal).
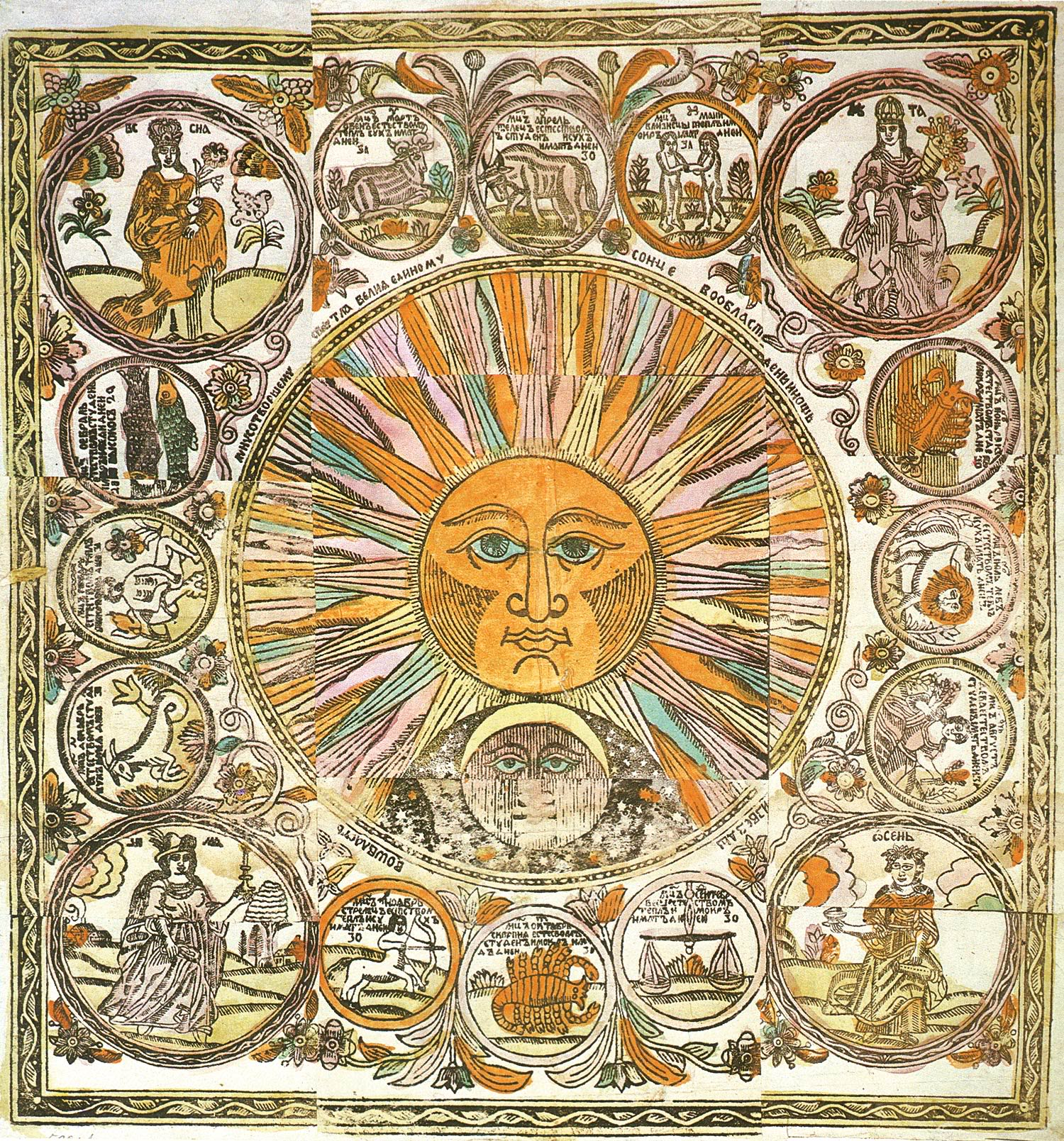
Zodiaken
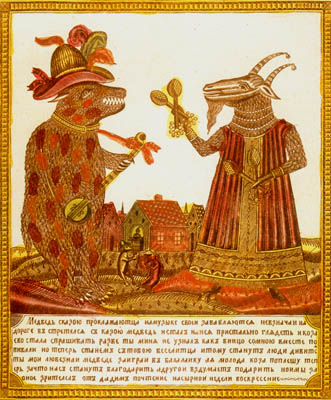
Geten och björnen (sent 1800-tal).
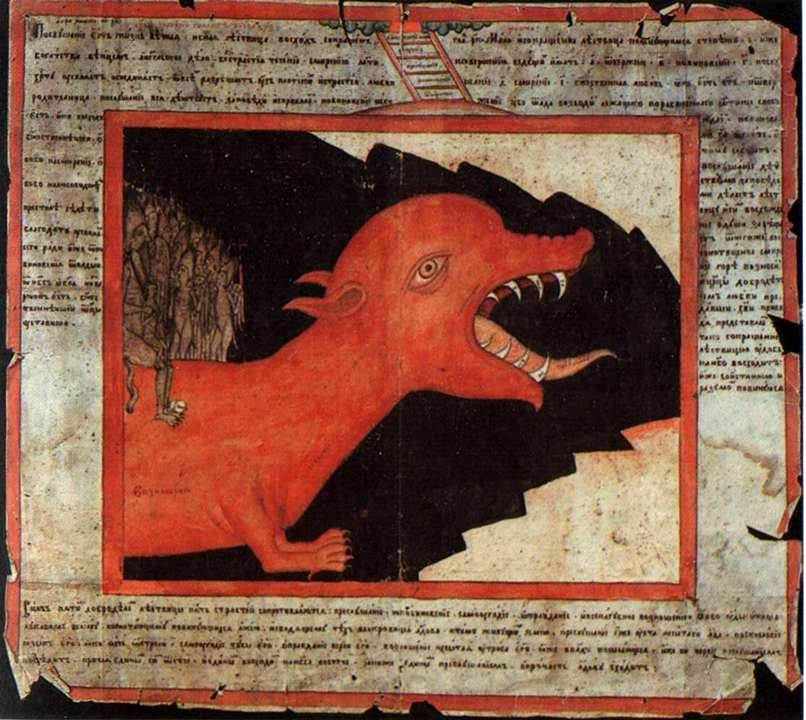
Ett monster från helvetet (1800-tal).